# Lego Wild West
Lego Wild West (også omtalt som Western) var en produktlinje produceret af den danske legetøjskoncern LEGO, der omhandlede Det Vilde Vesten. Serien indeholdt forskellige minifigurer som sheriff, kavalerister, røvere og indianere. Wild West introducerede som de første sæt også revolver og rifler, som senere blev brugt i temaet Adventurers. Serien var også den første, hvor minifigurerne ikke kun smilede, idet flere havde andre ansigtsudtryk.
De første sæt udkom i sensommeren 1996 (august i Europa og september i Nordamerika). Indianersættene udkom i 1997. Herefter blev serien indstillet. I slutningen af 2001 blev de tre sæt Sheriff's Lock-up, For Legoredo og Rapid River Village genudgivet.
I 2018 blev Bandit’s Wheelgun (sæt 6791), Gold City Junction (sæt 6765), Covered Wagon (sæt 6716) og Fort Legoredo (sæt 6769) listet i "Top 10 Western LEGO Sets" på Lego fansitet BricksFanz.

## Sæt
1996
| Sætnummer | Navn                    | Udgivet | Minifigurer                                                            | Noter                 |
| --------- | ----------------------- | ------- | ---------------------------------------------------------------------- | --------------------- |
| 6712      | Sheriff's Showdown      | 1996    | Sheriff, Black Bart                                                    | 1997 in North America |
| 6716      | Weapons Wagon           | 1996    | Soldier                                                                | 1997 in North America |
| 6755/6764 | Sheriff's Lock-up       | 1996    | Wrangler, Sheriff, Flatfoot Thompson, Dewey Cheatum                    | Genudgivet i 2001     |
| 6761      | Bandits' Secret Hideout | 1996    | Flatfoot Thompson, Black Bart, Dewey Cheatum, Soldiers (Two)           |                       |
| 6762/6769 | Fort Legoredo           | 1996    | Soldiers (Six), Flatfoot Thompson, Black Bart, Dewey Cheatum, Wrangler | Genudgivet i 2001     |
| 6765      | Gold City Junction      | 1996    | Banker, Soldier, Black Bart, Wrangler, Sheriff, Saloon Chief           |                       |

1997
| Sætnummer | Navn                  | Udgivet | Minifigurer                                      | Noter             |
| --------- | --------------------- | ------- | ------------------------------------------------ | ----------------- |
| 6706      | Frontier Patrol       | 1997    | Soldiers (Three)                                 |                   |
| 6790/6791 | Bandit's Wheel Gun    | 1997    | Black Bart                                       |                   |
| 6799      | Showdown Canyon       | 1997    | Wrangler, Sheriff, Flatfoot Thompson, Black Bart |                   |
| 2845      | Indian Chief          | 1997    | Indian Mystic                                    |                   |
| 2846      | Indian Kayak          | 1997    | Indian Warrior                                   |                   |
| 6709      | Tribal Chief          | 1997    | Indian Chief                                     |                   |
| 6718      | Rain Dance Ridge      | 1997    | Indian Mystic, Indian Warrior                    |                   |
| 6746      | Chief's Tepee         | 1997    | Indian Warriors (Two), Indian Chief              |                   |
| 6748      | Boulder Cliff Canyon  | 1997    | Indian Warriors (Five), Indian Mystic            |                   |
| 6763/6766 | Rapid River Village   | 1997    | Indian Warrior (Five), Indian Chief, Wrangler    | Genudgivet i 2001 |
| 5317      | Wild West Accessories | 1997    | Ingen                                            |                   |
| 5392      | Wild West Accessories | 1998    | Ingen                                            |                   |